# Arroz vermelho

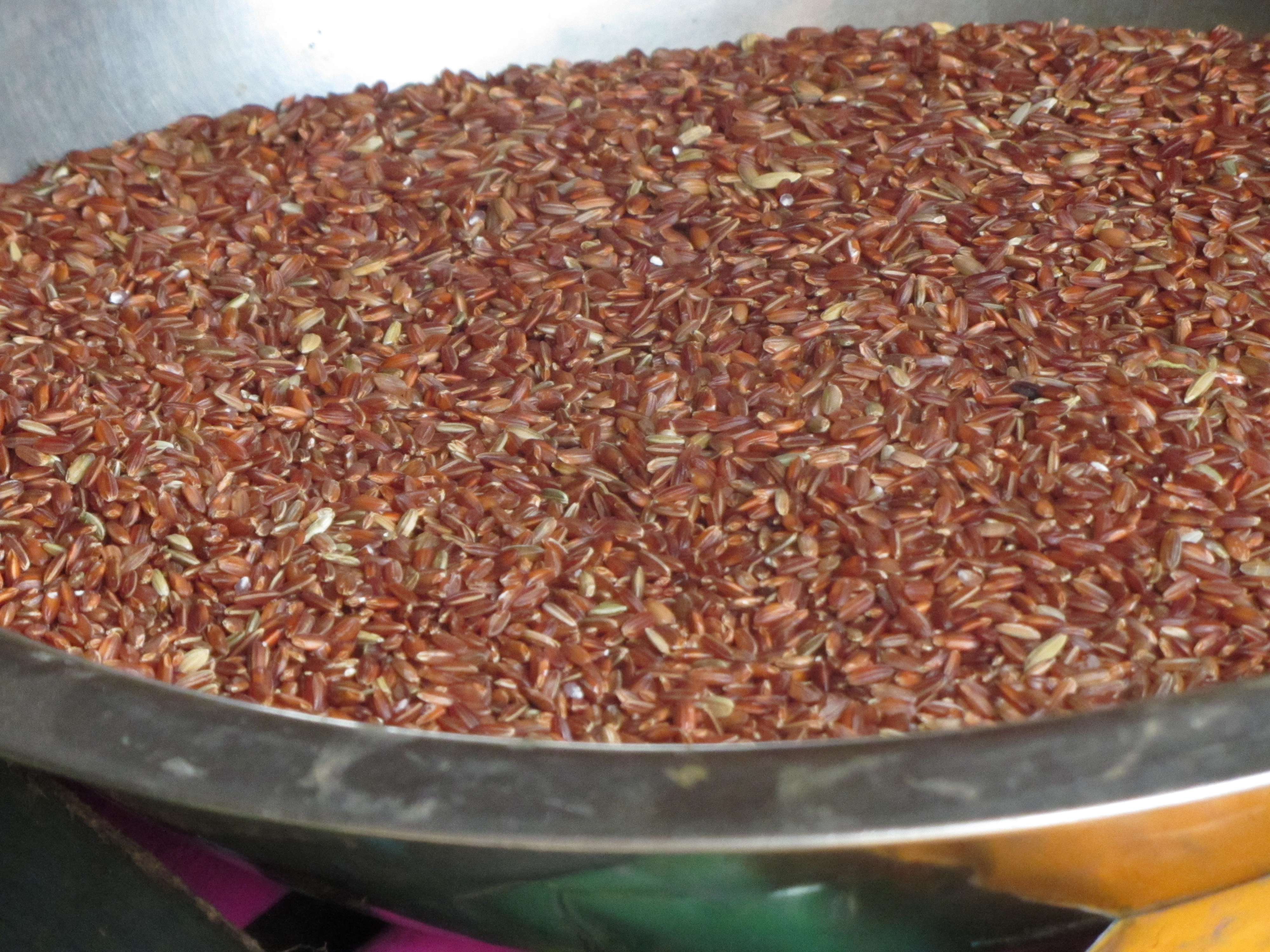
Arroz vermelho

O arroz vermelho é um arroz que se apresenta com coloração vermelha devido ao seu teor natural de antocianinas . Geralmente é consumido cru ou parcialmente polido e possui uma camada de farelo vermelha, em vez do marrom-claro mais comum. O arroz vermelho tem sabor de nozes. É o que possui o maior valor nutricional, entre os arrozes consumidos com o farelo intacto.[carece de fontes?]

## Alegações de saúde
Algumas variedades de arroz vermelho, quando consumidas descascadas (análogas ao arroz integral comum), apresentam um índice glicêmico mais baixo em comparação ao arroz branco (Basmati e Jasmim), que é polido. No entanto, pesquisas também indicam que o polimento do arroz vermelho elimina essa diferença.
O arroz vermelho contém níveis mais elevados de antioxidantes em comparação com o arroz branco, embora o que eles realmente fazem no corpo humano não esteja claro.
O arroz vermelho descascado também é uma fonte mais rica de ferro, magnésio, cálcio e zinco do que o arroz branco. O mesmo pode ser dito do arroz integral comum.